# Villa Wildhagen

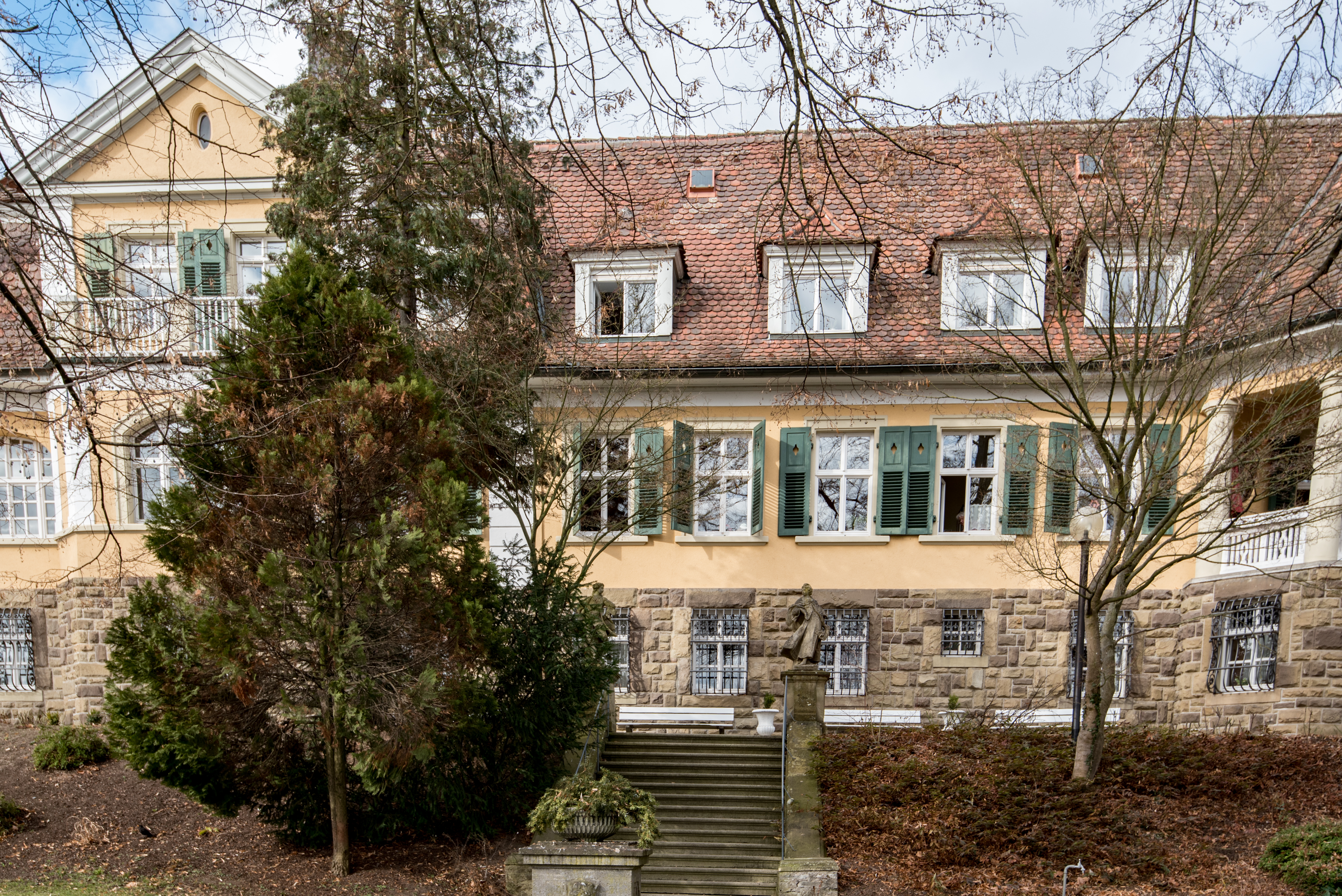
Mainseite der Villa Wildhagen

Die Villa Wildhagen (auch Wildhagenvilla, Landhaus Wildhagen, Adresse Mühlbergstraße 1) ist ein denkmalgeschütztes Gebäude in der unterfränkischen Kreisstadt Kitzingen im gleichnamigen Landkreis.

## Geschichte
Mit August Carl Theodor Wildhagen, genannt August (1856–1932) ist im Jahr 1884 erstmals der Name Wildhagen in Kitzingen nachweisbar. Der Kaufmann gründete am 25. August 1884 zusammen mit dem Bankier Georg Bachmann, seinem späteren Schwiegervater, die „Chokoladenfabrik Wildhagen A. & Cie.“ in Kitzingen. In Zusammenarbeit mit dem Bruder Hermann Wildhagen wuchs das Geschäft in den folgenden Jahren schnell, wobei die Firma 1886 in „Dampfmühle- und Confiseriewarenfabrik A. Wildhagen & Co“ umbenannt wurde. Zu den meistverkauften Produkten stiegen in den folgenden Jahren vor allem Bonbons auf. Nach dem Ersten Weltkrieg übernahm der Sohn Richard Wildhagen die Geschäfte, er sollte später zum Kitzinger Oberbürgermeister gewählt werden. Die Bonbons der Firma Wildhagen wurden deutschlandweit vertrieben. Erst der Zweite Weltkrieg beendete die Produktion, 1969 wurde die Firma nach mehreren Verkäufen endgültig aufgelöst.
Als Inhaber der Firma Wildhagen ließ sich August Wildhagen im Jahr 1914 eine Villa in unmittelbarer Nähe zu seiner Firma auf einem Gelände im Süden der Kitzinger Altstadt errichten. Wahrscheinlich wirkte der Bruder Hermann Wildhagen im Hintergrund an den Bauplanungen mit. Hierfür sprechen seine Kontakte nach Würzburg. Als Architekten konnten das in Würzburg ansässige Büro Karl Ebner und Fritz Saalfrank gewonnen werden, das bekannte Bauten in der Bezirkshauptstadt geschaffen hat. Die beiden Architekten hatten unter anderem die Karl-Richter-Villa in der Sanderau und die Jugendstil-Villa des Chemischen Instituts der Universität geschaffen. Daneben gehen die Pläne zur sogenannten Dauthendey-Villa in Höchberg bei Würzburg auf sie zurück.
Nach dem Tod August Wildhagens im Jahr 1932 übernahm die Ehefrau Olga Wildhagen das Haus. Als sie im Jahr 1936 in einer Klinik in Werneck verstarb, planten die Erben die Wildhagenvilla zu veräußern. Allerdings konnte das ganze Jahr 1937 hindurch kein Käufer gefunden werden. Daraufhin trat man mit der Stadt Kitzingen in Verhandlungen. Die Stadt sollte die große Villa übernehmen, der Neffe August Wildhagen, Richard Wildhagen, behielt einen Teil des Grundstücks mit den Garagen. Die Stadt richtete in den Räumlichkeiten zunächst repräsentative Mietwohnungen ein. So bezog der Kitzinger Oberbürgermeister Siegfried Wilke das Erdgeschoss und die Räume im Ersten Obergeschoss. Im Zweiten Obergeschoss zogen mehrere Parteien ein, weil die Räume in Ein- bzw. Zweizimmerwohnungen umgewandelt wurden.
War bereits die Umwandlung in Wohnungen mit einigen Eingriffen in die Raumaufteilung einhergegangen, erfolgte in den 1980er Jahren eine noch größere Veränderung der Bausubstanz. Im Jahr 1981 erwarb das diakonische Werk Kitzingen die Baulichkeiten und baute die Wildhagenvilla in den folgenden Jahren zu einer Seniorenwohnanlage um. Unter dem Namen „Haus Mainblick“ erhielt die ehemalige Villa Wildhagen einen großen Anbau, der die großzügige Gartenanlage der Bauzeit stark beeinträchtigte. Mit dem Umbau ging allerdings eine Aufnahme in die Baudenkmalliste des Bayerischen Landesamtes für Denkmalpflege einher, die vom ehemaligen Kitzinger Amtsrichter Dr. Kießling vorangetrieben wurde.

## Beschreibung
Die Villa Wildhagen präsentiert sich als zweigeschossige Dreiflügelanlage mit einer vielfältigen Dachlandschaft. Die Gliederung wird von einer Mansarde übernommen, die von zahlreichen Gauben ergänzt wird. Der Haupttrakt wird von einem Satteldach überspannt, während die Flügel von einem Walmdach (Nordflügel) und einem Mansarddach (Südflügel) überragt werden. Durch die repräsentative Dachform ist der Südflügel als Hauptbau zu erkennen, wobei der Dachraum im Obergeschoss ebenfalls eine große Wohnfläche aufweist. Die Villa war, nach Vorbild eines englischen Landhauses, vom Grundriss her organisiert. Nicht die repräsentative Fassadengestaltung stand im Vordergrund, sondern eine vielfältige Raumaufteilung.
Der Südflügel wurde äußerlich lediglich durch einen an der Ostseite des Hauses angebrachten Pilaster gegliedert. Er endet in einem zweigeschossigen Standerker und im Mansardgeschoss von einer Satteldachgaube weitergeführt wird. Der Nordtrakt des Hauses wirkt weniger repräsentativ, das Walmdach verstärkt diesen Effekt noch. Die Ostseite des Nordflügels weist daneben noch eine als Auslucht ausgeführte Loggia auf, die mit antikisierenden Säulen verziert wurde. Die Westseite wurde mit dem Hauptportal ausgestattet. Es besteht aus einem eigenen Korridor, der in seinen Formen mit einer Satteldachgaube die Zierelemente der Ostseite aufgreift. Auf mehreren Säulen ruht ein vorgeblendeter Balkon, der zugleich den Haupteingang überdacht. Im Norden des Korridorbaus wurde ein achteckiger Anbau angebracht, auf dem ein weiterer Balkon ruht.
Die Villa Wildhagen wurde von einer auf den Main ausgerichteten Parkanlage umgeben. Im Zentrum der Anlage ist ein Springbrunnen zu finden, die Begrenzung des Gartens übernehmen mehrere Eckpavillons. Der Park wurde in neobarocker Manier angelegt und weist eine Fläche von ca. 4.000 m² auf. Eine Treppe leitet zum Garten über, an deren Ende auf der Hausseite zwei Kopien eines Tänzerpaares stehen, die von Ferdinand Tietz im Schlosspark Veitshöchheim Aufstellung fanden. Auf dem Grundstück befanden sich weitere Baulichkeiten, so war hier bereits 1928 eine Autogarage zu finden. Im Park befindet sich auch das kleine Wohnhaus, ursprünglich ein Stall, das von Richard Wildhagen und seiner Familie nach dem Zweiten Weltkrieg eine Zeit lang als Wohnhaus genutzt wurde.